# Akin Island
Akin Island (englisch; bulgarisch остров Акин ostrow Akin) ist eine in südost-nordwestlicher Ausrichtung 280 m lange und 100 m breite Felseninsel vor der Nordküste von Nelson Island im Archipel der Südlichen Shetlandinseln. Sie liegt 2,35 km westnordwestlich des Cariz Point, 2,02 km nordnordöstlich des Baklan Point, 2,14 km ostnordöstlich von Withem Island, 1,12 km südlich des Nancy Rock und 100 m nordnordöstlich des Fregata Island.  
Britische Wissenschaftler kartierten sie 1968. Die bulgarische Kommission für Antarktische Geographische Namen benannte sie 2018 nach einer Landspitze an der bulgarischen Schwarzmeerküste.